# Las niñas
Pour plus de détails, voir Fiche technique et Distribution.
Las niñas est un film espagnol, première réalisation de Pilar Palomero, sorti en 2020. Il est très bien reçu par la critique.

## Synopsis
À Saragosse en 1992, Celia a 11 ans. Elle vit seule avec sa mère, jeune veuve, et va au collège chez les sœurs. L'arrivée d'une nouvelle élève va changer son existence.

## Fiche technique
- Titre original : Las niñas
- Réalisation : Pilar Palomero
- Scénario : Pilar Palomero
- Photographie : Daniela Cajías
- Musique : Juan Carlos Naya
- Pays de production :  Espagne
- Langue originale : espagnol
- Dates de sortie :
  - Allemagne : Berlinale : 23 février 2020
  - Espagne : 4 septembre 2020
  - France : 27 octobre 2021

## Distribution
- Andrea Fandós : Celia
- Natalia de Molina : Adela
- Carlota Gurpegui : Vanessa
- Zoe Arnao :  Brisa
- Julia Sierra : Cristina
- Francesca Piñón : Mère Consuelo

## Sortie

### Accueil
En France, le site Allociné recense une moyenne des critiques presse de 3,2/5.

## Distinctions

### Récompenses

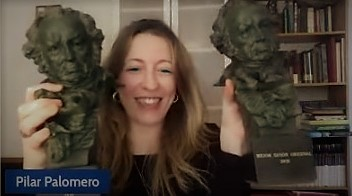
Pilar Palomero et ses prix Goya.

- Biznaga d'or au festival du cinéma espagnol de Malaga
- 8e cérémonie des prix Feroz : meilleur film dramatique, meilleure réalisation, meilleur scénario[3]
- 35e cérémonie des Goyas : meilleur film, meilleur nouveau réalisateur, meilleur scénario original, meilleure photographie[4]

### Nominations
- 35e cérémonie des Goyas : meilleure actrice dans un second rôle pour Natalia de Molina, meilleur montage, meilleure chanson originale, meilleure direction artistique, meilleurs costumes